# Fortschrittliche Volkspartei
Die Fortschrittliche Volkspartei (FVP) war eine linksliberale und bürgerlich-demokratische Partei im Deutschen Kaiserreich, die am 6. März 1910 aus dem Zusammenschluss der Freisinnigen Volkspartei, der Freisinnigen Vereinigung und der Deutschen Volkspartei entstand. Die Partei setzte sich für eine Parlamentarisierung des Reiches ein und nahm auch sozialpolitische Forderungen in ihr Programm auf. Punktuell kam es vor dem Ersten Weltkrieg zu einer Zusammenarbeit mit der SPD. Gegen Ende des Krieges gehörte sie seit 1917 dem interfraktionellen Ausschuss an und unterstützte 1918 die Oktoberreformen. Sie ging in der Deutschen Demokratischen Partei (DDP) der Weimarer Republik auf.

## Vorgeschichte

Otto Fischbeck war zeitweise Vorsitzender der Partei

Das linksliberale-demokratische Lager war während des Deutschen Kaiserreichs von Spaltungen und Zusammenschlüssen geprägt. Zu Anfang des 20. Jahrhunderts bestanden die Deutsche Volkspartei, die Freisinnige Volkspartei und die Freisinnige Vereinigung nebeneinander. Die beiden Freisinnigen Parteien schlossen sich 1907 dem Bülow-Block an. Bei den Reichstagswahlen 1907 kam die Freisinnige Volkspartei auf 28 und die Freisinnige Vereinigung auf 14 Mandate. Wegen der Zusammenarbeit mit den Konservativen im Bülow-Block spaltete sich im Frühjahr 1908 von der Freisinnigen Vereinigung die Demokratische Vereinigung um Theodor Barth ab, die aber politisch bedeutungslos blieb.
Daneben gab es auch Bestrebungen, die Zersplitterung zu überwinden. Zwischen der Freisinnigen Volkspartei und der Deutschen Volkspartei wurde 1903 ein Wahlbündnis abgeschlossen. Im Reichstag von 1907 bildeten die drei linksliberalen-demokratischen Parteien bereits eine Fraktionsgemeinschaft. Dem folgte 1910 auch der Zusammenschluss der Parteien. Zum ersten Mal war es im Deutschen Kaiserreich gelungen, die Parteien des linksliberalen und demokratischen Spektrums in einer Organisation zu vereinen.

## Programmatik

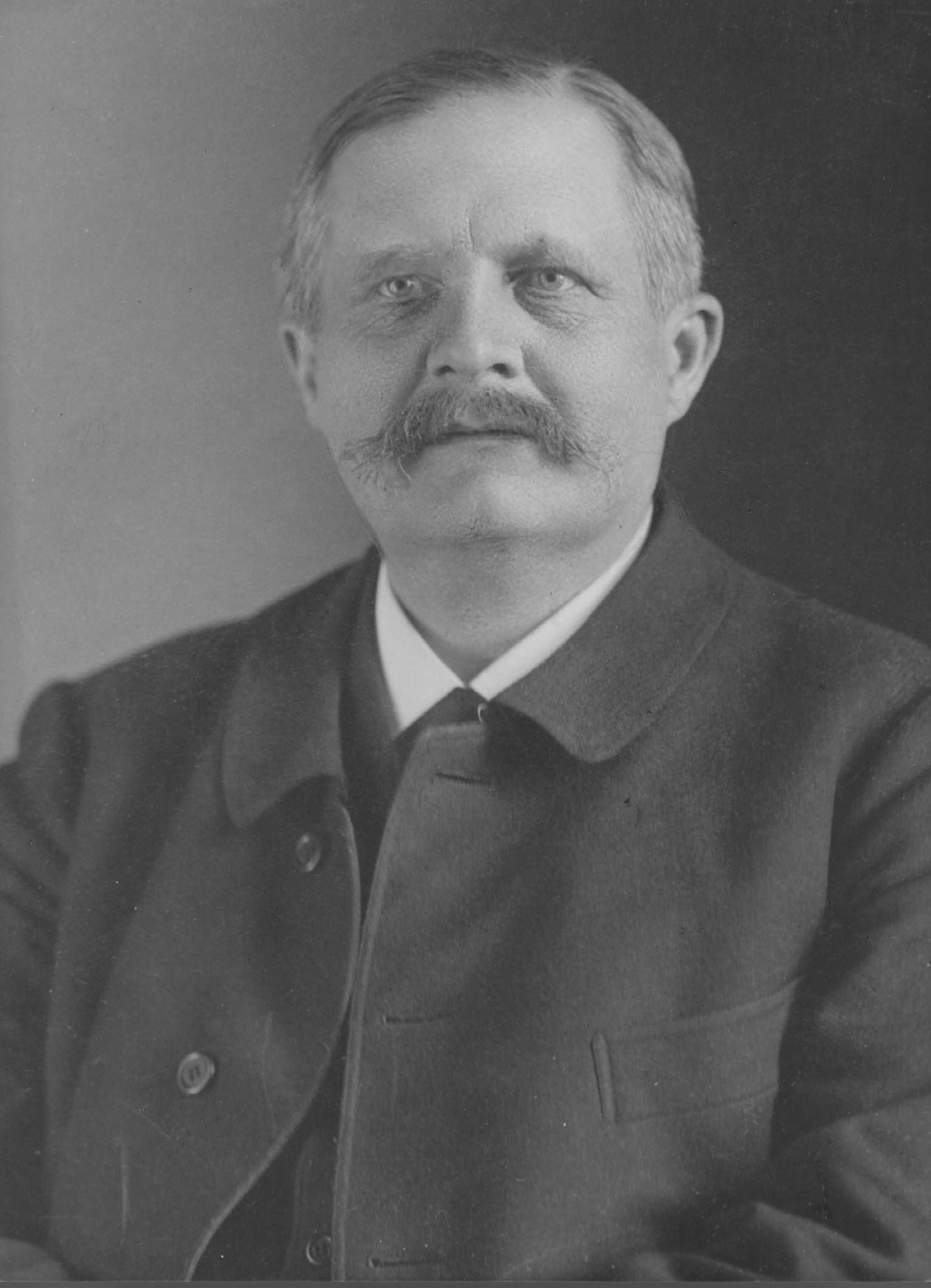
Friedrich Naumann setzte sich für soziale Reformen und eine Zusammenarbeit mit der SPD ein (Foto um 1911)

Im Zentrum des Parteiprogramms standen die Vergrößerung des bürgerlichen Einflusses und der Ausbau der politischen Freiheit. Die neue Fortschrittliche Volkspartei forderte in ihrem Parteiprogramm das allgemeine, gleiche und direkte Wahlrecht sowohl im Reich wie auch in den Einzelstaaten. Dies zielte insbesondere auf die Beseitigung des preußischen Dreiklassenwahlrechts ab. Auch eine Reform des Kommunalwahlrechts wurde angestrebt. Die Wahlkreise in Stadt und Land sollten gerecht eingeteilt werden. Die Reichsverfassung sollte im konstitutionellen Sinn freiheitlich aufgebaut werden. Ziel war die Parlamentarisierung des Deutschen Kaiserreiches. Die Partei setzte sich außerdem für eine konsequente Trennung von Kirche und Staat ein. Darüber hinaus wurde eine allmähliche Senkung der Lebensmittel- und Industriezölle gefordert. Damit wandte sich die Partei gegen die Schutzzollpolitik. Einkommen, Vermögen und Erbschaften sollten progressiv besteuert werden. Parlamente, Regierungen und Selbsthilfeorganisationen sollten zur Hebung der wirtschaftlichen und sozialen Lage von Lohnarbeiter und Angestellten zusammenarbeiten. Das Koalitionsrecht der abhängig Beschäftigten sollte gesichert und ausgebaut werden. Ebenso sollte der Arbeitsschutz verbessert werden und nach Maßnahmen zum Schutz vor Arbeitslosigkeit gesucht werden. Auf internationaler Ebene setzte die Partei auf friedlichen Ausgleich unter anderem durch einen Ausbau des Völkerrechts und internationale Schiedsgerichtseinrichtungen.
Es gab weiterhin wirtschaftsliberale Tendenzen und die Partei vertrat vor allem die Interessen der Exportindustrie, des Handels, der Banken, des Handwerks und des Gewerbes. Aber insgesamt trat an die Stelle eines Manchesterliberalismus die Hinwendung zu einer gewissen sozialstaatlichen Orientierung. Die Partei wollte die allgemeine Wohlfahrt heben, sozialen Fortschritt und die Volksbildung verbessern. Die Reichweite dieser Forderungen erscheinen zwar nach heutigen Maßstäben begrenzt, waren aber für eine liberale Partei des Kaiserreichs beachtlich.
Der Historiker Dieter Langewiesche sieht in dem Programm einen zum Teil nur vagen Kompromiss. Dennoch würde das Parteiprogramm den Elan eines sich erneuernden Linksliberalismus zeigen. Die Partei verzichtete auf die Forderung nach einer staatsbürgerlichen Gleichstellung der Frauen mit den Männern. Friedrich Naumann hatte dies zwar gefordert, konnte sich damit aber nicht durchsetzen. Die Erneuerung des Linksliberalismus zeigte sich nach Langewiesche vor allem in der Sozialpolitik. Selbsthilfe war kein Dogma mehr, sondern wurde durch Forderungen nach staatlichen Regelungen ergänzt.

## Organisation

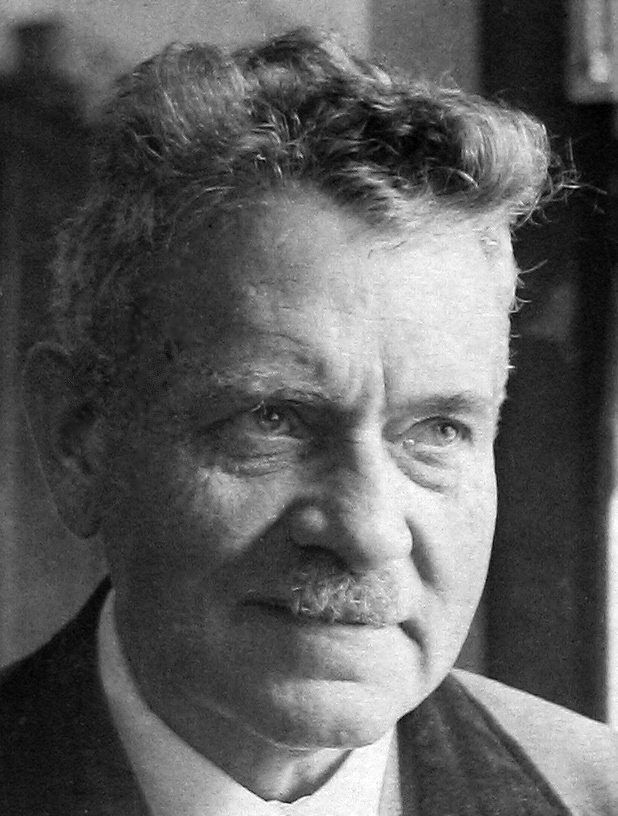
Anton Erkelenz vertrat die Hirsch-Dunckerschen Gewerkvereine im Zentralausschuss der Partei (Foto um 1943)

Die Partei verfügte über eine recht straffe Organisation. An der Spitze stand ein Zentralausschuss. Diesem gehörten die Mitglieder der Reichstagsfraktion, die Mitglieder des geschäftsführenden Ausschusses, 60 Vertreter der Landesverbände sowie einige kooptierte Personen an. Im geschäftsführenden Ausschuss waren die Mitglieder der drei ehemaligen Parteien in einem Verhältnis von 10:5:3 vertreten. Politische Fragen wurden von der Reichstagsfraktion entschieden. Für organisatorische Fragen war der geschäftsführende Ausschuss zuständig. Die finanzielle Lage der Parteizentrale war häufig schwierig, weil die Landesverbände mit ihren Zahlungen häufig in Verzug waren. Auch die Beitragszahlung der Mitglieder blieb nicht selten aus. Eine Neuerung war 1913 die Gründung eines Werbevereins zur Mitgliedergewinnung und zum Eintreiben von Spenden. In den Wahlkreisen wurde von den entsprechenden Organisationen meist recht selbstständig über die Auswahl der Kandidaten und über das Verhalten bei Stichwahlen entschieden.
Im Jahr 1912 hatte die Partei 19 Landes- und 14 Bezirksverbände und etwa 1452 lokale Vereine mit zusammen etwa 120.000 Mitgliedern. Im Reichsland Elsaß-Lothringen bildete sich 1912 die Elsässische Fortschrittspartei als Landesorganisation der Fortschrittlichen Volkspartei. Ein Organisationsgrad von acht Mitgliedern auf hundert Wähler der Partei war durchaus beachtlich. Im Prinzip waren die Lokalvereine demokratisch aufgebaut. Diese stammten vor allem aus dem kleinen und mittleren Bürgertum. Stark vertreten waren Gewerbetreibende, Kaufleute, mittlere Beamte und Angestellte sowie Akademiker. Relativ hoch war die Anzahl der Volksschullehrer und von evangelischen Pfarrern. In einigen Gebieten wie in Oldenburg oder in der Provinz Schleswig-Holstein hatte die Partei auch Anhänger unter den Bauern. Relativ geringen Erfolg hatte die Partei bei unteren Angestellten und Arbeitern. Allerdings bemühte sich die Fortschrittspartei darum, den Anteil der Arbeiter zu erhöhen. Von der Partei wurde die Gründung eigener liberaler Arbeitervereine gefördert. Diese hatten 1914 aber erst 5.000 Mitglieder. Der Gewerkschafter Anton Erkelenz wurde in den Zentralausschuss aufgenommen.
Es gab außerhalb der Partei Verbände, die Einfluss ausübten, die Partei aber nicht beherrschten. Dazu zählten etwa der Handelsvertragsverein, in dem sich Kaufleute und Unternehmer mit freihändlerischen Zielen zusammengeschlossen hatten. Des Weiteren gehörten dazu der Hansabund für Gewerbe, Handel und Industrie, liberale Bauern- und Landarbeiterorganisationen, der Allgemeine Deutsche Lehrerverband und die Hirsch-Dunckerschen Gewerkvereine mit etwa 100.000 Mitgliedern und teilweise die evangelischen Arbeitervereine.

## Politik

Friedrich von Payer wurde 1917 Vizekanzler

Durch ihre linksliberale Ausrichtung stand die Partei in der Innen-, Wirtschafts- und Finanzpolitik zumeist in Opposition zur Regierung. Parteipolitische Hauptgegner waren die Konservativen und in den ersten Jahren auch die katholische Zentrumspartei.
Eine zentrale Frage war im gesamten Liberalismus die Zusammenarbeit mit den Sozialdemokraten. Von Friedrich Naumann wurde das Schlagwort eines „Blocks von Bassermann bis Bebel“ geprägt. Unterstützt wurde dies vom Hansabund. Dieser wollte jenseits der konservativ-agrarischen Kräfte einen Reformblock schaffen. Als Vorbild konnte der Großblock in Baden dienen. Aber dieser Kurs war in der Fortschrittspartei stark umstritten. Der Vorsitzende Otto Fischbeck sprach mit Blick auf die Reichsebene von einer „Großblockutopie“. Auch Ernst Bassermann von den Nationalliberalen und August Bebel lehnten dies ab.
Allerdings waren die parteipolitischen Fronten weniger erstarrt als früher. Liberale, Zentrum und Sozialdemokratie hatten 1911 die Reform der Verfassung des Reichslandes Elsaß-Lothringen ermöglicht. Insbesondere Linksliberale und Sozialdemokraten näherten sich an. Im Jahr 1912 schloss die Partei mit den Sozialdemokraten ein umfassendes Stichwahlabkommen ab. Diese Vereinbarung der Parteispitze führte bei Teilen der Mitgliederschaft zu Protesten und wurde nur von etwa der Hälfte der Wähler befolgt. Auch bei den Sozialdemokraten stieß dies teilweise auf Ablehnung.
Bei der Reichstagswahl 1912 bekam die Partei 12,3 % der Stimmen und gewann 42 Mandate. Dies bedeutete im Vergleich der Mandatszahl von 49 der Gründerparteien eine parlamentarische Schwächung des Linksliberalismus seit der letzten Reichstagswahl. Allerdings war der Stimmenanteil im Vergleich zu 1907 um 1,4 Prozentpunkte gestiegen.
Im Reichstag arbeiteten Linksliberale und Sozialdemokraten und zeitweise auch die Nationalliberalen zusammen. Dies führte dazu, dass August Bebel beinahe zum Reichstagspräsidenten gewählt worden wäre. Die Liberalen trugen dann die Wahl von Philipp Scheidemann zum Vizepräsidenten mit. Im Jahr 1913 setzten die Liberalen zusammen mit den Sozialdemokraten gegen die Konservativen eine Vermögenszuwachssteuer durch, um damit die Erhöhung der Heeresstärke zu finanzieren. Es deutete sich also schon in der Vorkriegszeit die Möglichkeit der Weimarer Koalition an.

## Erster Weltkrieg

Ludwig Quidde setzte sich für einen Verständigungsfrieden ein (Foto ca. 1918)

In der ersten Zeit des Weltkrieges gab es unterschiedliche Ansichten über die Kriegsziele. Es gab im Wesentlichen drei Positionen. Die einen befürworteten einen Siegfrieden. Friedrich Naumann plädierte etwa für ein von Deutschland beherrschtes Mitteleuropa. Dazu forderte diese Gruppe auch Annexionen und die Bildung von Pufferstaaten. Eine mittlere Gruppe forderte einen Sicherungsfrieden. Die dritte Gruppe wollte einen Verständigungsfrieden. Ein Gegner von Annexionen war der spätere Friedensnobelpreisträger Ludwig Quidde. Zwischen den Positionen kam es zu Konflikten. Insgesamt aber vertrat die Partei hinsichtlich der Kriegsziele eine gemäßigte Richtung.
Die Partei arbeitete mit Zentrum und Sozialdemokraten und zeitweise auch mit den Nationalliberalen seit Juli 1917 im interfraktionellen Ausschuss zusammen. Sie trug die Forderung nach einer Parlamentarisierung des Reiches mit und beteiligte sich 1917 an der Friedensresolution des Reichstages. Zentrum, Fortschrittspartei und SPD forderten einen Frieden ohne Annexionen. Friedrich von Payer übernahm im selben Jahr in der Regierung von Georg von Hertling die Position des Vizekanzlers. Damit waren die Linksliberalen zu so etwas wie einer Regierungspartei geworden. Die Oktoberreformen von 1918 der Regierung von Max von Baden wurden von der Fortschrittlichen Volkspartei unterstützt. Während der Novemberrevolution löste sich die Partei auf und schloss sich mit dem linken Flügel der Nationalliberalen Partei zur Deutschen Demokratischen Partei (DDP) der Weimarer Republik zusammen.

## Wichtige oder später bekannt gewordene Mitglieder
- Gertrud Bäumer
- Heinrich Wilhelm Dove
- Anton Erkelenz
- Otto Fischbeck
- Theodor Heuss
- Karl Heussenstamm
- Johannes Kaempf
- Georg Kerschensteiner
- Julius Kopsch
- Helene Lange
- Franz von Liszt
- Reinhold Maier
- Friedrich Naumann
- Otto Nuschke
- Rudolf Oeser
- Hermann Pachnicke
- Friedrich von Payer
- Hugo Preuß
- Ludwig Quidde
- Karl Schrader
- Paul Stettiner
- Theodor Wette
- Otto Wiemer